# Arguin
Arguin o Argüin (20°36′N 16°28′O-16.467) (Portuguès Arguim) és una illa de la costa oest de Mauritània, separada per 12 quilòmetres de la badia d'Arguin. Té sis km de llarg i dos d'ample i una superfície de 12 km². Arguin va ser cobejada per molts estats com una localització estratègica; de fet la sobirania sobre l'illa va canviar moltes vegades al llarg dels anys. Actualment forma part del Parc Nacional Banc d'Arguin.

## Història
El primer europeu a visitar l'illa va ser l'explorador Nuno Tristão l'any 1443. El 1445, el príncep Enric el Navegant va instal·lar un lloc de comerç a l'illa per adquirir goma aràbiga i esclaus per a Portugal. Entre 1448 i 1455, s'havien enviat uns 800 esclaus cada any d'Arguin a Portugal.
En ser un territori fàcilment defensable i dotat amb un bon port, així com comptar amb l'avantatge de la seva disposició insular que ofereix un front previsible a les hostilitats de la població autòctona, l'illa d'Arguin va ser triada com a centre del comerç de la costa africana. A causa de la importància comercial que va adquirir, el príncep Enric va manar erigir un castell, el qual va ser acabat l'any 1461. Durant molts anys fou també una important zona de caça de tortugues marines.
L'àrea al voltant d'Arguin estava habitada pels maures i negres islamitzats i era aleshores una important zona de pesca (i de fet continua sent-ho) i una regió atractiva per al comerç. Esperaven els portuguesos que podrien interceptar les caravanes que transitaven amb or des de Tombouctou cap al nord d'Àfrica. No obstant això, va ser el comerç d'esclaus el que més va prosperar: Portugal rebia des d'Arguin, al voltant de 1455, uns 800 esclaus a l'any, majoritàriament joves negres atrapats en batudes realitzades al continent pels líders tribals de la zona costanera. Com a segona activitat hi havia el comerç de la goma aràbiga, un producte que la regió produïa en quantitat i qualitat superior, i podia ser adquirida a Arguin a un preu molt atractiu.
El territori conquistat a l'illa d'Arguin va passar a ser un centre de comerç, establint relacions comercials amb els ports de la Meca, Mogador i Safi (a l'actual Marroc) d'on venien teixits, blat i altres productes que a la factoria d'Arguin s'intercanviaven per or i esclaus transportats des de l'interior per la ruta des de Tombouctou a Hoden. La creació d'aquesta factoria va marcar un punt d'inflexió en l'expansió portuguesa, sent l'inici de la construcció de la política de factories dotades d'una guarnició capaç de defensar el lloc dels atacs dels pobles de la regió.
El 1487 es va fundar un lloc de comerç a l'interior del continent, a la ciutat d'Ouadane (o Wadan). A la zona es van fer altres intents d'establir factories, sobretot a la regió de Cofia i prop de la desembocadura del riu Senegal, tots ells frustrats a causa de l'hostilitat de la població local i la duresa del clima.En els anys 1505-1508 la guarnició del castell es componia de 41 persones, dels quals 18 eren soldats i 5 eren mariners. A la fi de 1555, o principis de 1556, la factoria d'Arguin va ser atacada pel pirata portuguès Brás Lourenço. El 1569 la guarnició s'havia reduït a 30 persones.
Tot i que la factoria d'Arguin havia perdut part de la seva importància amb l'obertura de noves factories més al sud més, com São Jorge da Mina, la ubicació estratègica de l'illa d'Arguin la va fer un lloc cobejat pels estats mercantils d'Europa. Tot i això, els portuguesos van romandre a l'illa fins al 5 de febrer de 1633, quan l'illa va ser conquerida pels holandesos de les Províncies Unides, aleshores en plena Guerra dels Vuitanta Anys contra les Espanyes, a la corona de la qual Portugal estava unit des de 1580.
Iniciat el domini el 1633, la presència holandesa a Arguin va continuar fins a 1678, amb una breu interrupció el 1665 a causa de l'ocupació de l'illa per les forces britàniques. El 1674 els francesos van ocupar l'illa que els fou confirmada el 17 de setembre de 1678 per la pau de Nimega, posant fi oficial al domini neerlandès. Però gairebé a continuació, l'illa va ser abandonada pels francesos. L'aridesa d'Arguin i la falta d'un bon ancoratge va fer la colonització europea a llarg terme difícil.
Es va mantenir abandonada fins al 1685, quan va ser ocupada per una nau holandesa amb bandera brandenburguesa, la fragata "Rother Löwe" manada pel capita (neerlandès al servei de Brandenburg) Cornelius Reers, va ocupar l'antiga fortalesa portuguesa a l'illa. Va concloure amb èxit un tractat amb el rei natiu en què Brandenburg va ser acceptat com un poder protector. L'illa va esdevenir la primera colònia del principat de Brandenburg. El tractat va ser ratificat en 1687 i va ser renovat en 1698 i incloïa el comerç de l'establiment també a la costa oposada al sud-est del Cap Blanc. L'illa era de vegades un punt de trànsit clau en el comerç internacional del cautxú. El 1701, amb la incorporació de Brandenburg al regne de Prússia, Arguin va passar al control de Prússia. Seguint una tradició de llarga data de la conducta despòtica dels governadors durant aquest període hi va haver incidents greus: L'abril del 1714, el governador Jan van Both va aixafar amb sang i amb una crueltat sense precedents una revolta de la guarnició; va torturar els rebels presos i va penjar els morts com "bens pel carnisser." Alguns homes, després de ser torturats, van ser abandonats en illes desertes. A continuació, Jan van Both va convertir l'illa en un niu de pirates, manipulant amb destresa als àrabs contra la guarnició i es va negar a obeir al rei de Prússia, del que deia: "¿Sap aquest imbècil, si li sóc fidel o no?" .
El 1721, davant la indiferència de Prússia per les seves colònies africanes, el fort fou atacat per vaixells francesos i la guarnició sota el comandament del capità Wynen Bastiaens no va poder resistir l'atac i va renunciar a la fortalesa el 9 de març 1721 i es va retirar lluitant per tornar al continent. L'illa va tornar a la possessió de França, només per ser perduda davant els holandesos a l'any següent. Gairebé abandonada pels holandesos, el 1724 l'illa d'Arguin va tornar a la possessió dels francesos després d'un setge d'una setmana dirigit per Périer de Salvert; els francesos van romandre allí fins a 1728, quan va abandonar l'illa al control dels caps de les tribus de Mauritània. La fortificació es van destruir en el moment de la retirada.
L'obra de Jean-Baptiste Labat (1663-1738) titulat "Nouvelle relation de l'Afrique occidentale", disponible a la biblioteca digital francesa "Gallica", descriu els esdeveniments d'Arguin entre la presa de la fortalesa pels holandesos (1633) i principis del segle xviii.
El juliol de 1816, la fragata francesa La Méduse, transportant al governador i personal a la colònia del Senegal, va encallar en la regió, i es va enfonsar amb gran pèrdua de vides. L'esdeveniment va ser immortalitzada en l'obra de "Le Radeau de la Méduse" (El rai de la Medusa) del pintor francès Théodore Géricault. L'aridesa dels sòls, la creixent escassetat d'aigua potable i les dificultats d'accés a l'illa amb vaixells de gran calat va obstaculitzar el desenvolupament de la població, el que porta a una decadència perllongada. Fins i tot la pesca, finalment va quedar reduïda a l'activitat tradicional dels pescadors i recol·lectors de la regió.
L'illa va tornar al control francès a principis del segle xx, quan es va incorporar en el llavors protectorat de Mauritània i després de 1920 a la colònia de Mauritània. El 1960, amb la independència de Mauritània, Arguin va esdevenir part del territori del nou estat.

## Governants

### Capitans portuguesos
- 1445 - 14.. Diogo Gomes
- 1455 - 1461 Soeiro Mendes de Évora
- vers 1481/82 João Afonso
- 1492 - 1495 Afonso de Moura
- 1495/99 - 1501 Fernão Soares
- 1505 - 1508 Gonçalo da Fonseca
- 1508 - 1511 Francisco de Almada
- 1511 - 1514 Fernão Pinto
- 1514 Pero Vaz de Almeida
- 1514 - 1517 Estêvão da Gama
- 1517 - 1521 António Portocarreiro
- 1521 – 1522 Gonçalo da Fonseca
- 1522 – 1525 Rui Cotrim
- 1525 – 1528 Lourenço de Paiva
- 1528 - 1532 Brás Gomes de Carvalhosa
- 1532 - 15.. Brás Correia Pantoja
- vers 1541 Francisco de Hevão ?
- vers 1543 João Gomes o Souro (Osouro)
- 1545 - 1547 Cristovão Falcão de Sousa
- 1547 - 1549 Gil Sardinha
- 1549/1550 Cristovão de Rosales
- vers 1551 Pedro Valdez Rosales
- vers 1569 Lionis da Gama
- vers 1575 João Leite Pereira
- vers 1576 Bráz Guedes de Carvalho ?
- vers 1577 Antonio de Carvalho
- vers 15?? Antonio Pinto
- vers 1591 Belchior de Landim
- 1592 - 1628 João Gonçalves de Ataide, conde de Atouguia (capità donatari)
  - 16.. - 16.. Rodrigo Freire
  - 16.. - 16.. Aires Tavares
  - 16.. - 16.. Fernando de Sande
  - 1623 - 1624 Amador Louzado
  - 1624 - 16.. Francisco Cordovil
  - 162. - 1633 Abrão de Tovar
- 1628 - 1633 Luis de Ataide, conde de Atouguia (capità donatari)

### Governadors holandesos
- Febrer de 1633 - 1634 Abraham van de Pere
- 1634 - 16.. Daniel van (de) Pere
- 1634 Fouck (o Joas Koeck)
- 16.. - 1678 Desconeguts

### 1678-1685
- 1678 Comandant francès (nom desconegut)
- 1678 o 1679 - 1685 abandonada

### Governadors brandenburguesos (holandesos al servei de Brandenburg))
- 7 d'octubre de 1685 - 1691 Cornelis Reers
- 1691 - 1694 Lambrecht de Hond
- 1694 - 1712 Jan Reers
- 1700 - 1702 Christian Düring (suplent)
- 1712 - 1717 Jan de Both Nicolaes
- 1717 - 1721 Jan Wynen Bastiaens

### Governadors francesos
- 7 de març de 1721 - Agost 1721 Julien du Bellay Duval
- 1721 Claude Bonneaventure le Riche

### Governadors holandesos
- 1721 - 1722 Jan de Both Nicolaes (segona vegada, interí)
- 1722 - 1724 Jan Reers (segona vegada)
- 1723 - 1723 Marion (governador francès rival)

### Governadors francesos
- 20 de febrer de 1724 - 1727 Louis Barthélemy de la Motte
- 1727 - 5 de maig de 1728 Claude Garcin
- 1728 Abandonada